# Haris Mujezinović
Haris Mujezinović (Visoko, 21 gennaio 1974) è un ex cestista bosniaco.

## Carriera
Ala-centro di 205 centimetri, cresce cestisticamente negli Stati Uniti, dove prende parte al torneo NCAA. Torna in Europa nel 1995, dopodiché fa svariate esperienze in giro per il vecchio continente, tra cui, nella stagione 1998-99, con la Libertas Forlì, in serie A2.
Il salto di qualità della sua carriera lo fece nel 2001-02 quando viene ingaggiato dall'Olimpia Lubiana, con la quale esordisce in Eurolega. L'anno successivo veste la canotta del Cibona Zagabria. La stagione 2003-04 inizia con la Dinamo Mosca, ma termina con la Fortitudo Bologna, con la quale partecipa alla finale, persa, di Eurolega a Tel Aviv.
In seguito Mujezinovic milita con il Lietuvs Rytas, dove vince la ULEB Cup nel 2005, e con il Pamesa Valencia (2006-07).
Nella stagione 2007-08 gioca inizialmente con il Panionios, per poi passare, in un secondo momento, al Lukoil Sofia. In aprile arriva la chiamata della Benetton basket Treviso, per la quale firma fino alla fine dell'annata.
Con la Bosnia ed Erzegovina ha disputato quattro edizioni dei Campionati europei (1997, 1999, 2001, 2003).

## Palmarès
- Campionato lituano: 1

Lietuvos rytas: 2005-06
- Coppa di Slovenia: 1

Union Olimpija: 2002
- Lega Adriatica: 1

Union Olimpija: 2001-02
- ULEB Cup: 1

Lietuvos rytas: 2004-05
- Lega Baltica: 1

Lietuvos rytas: 2005-06